# Christie (cràter)
Christie és un cràter d'impacte en el planeta Venus de 23,3 km de diàmetre. Porta el nom d'Agatha Christie (1891-1976), novel·lista britànica, i el seu nom va ser aprovat per la Unió Astronòmica Internacional el 1985.